# Calle Lanín
La calle Lanín se encuentra en el barrio de Barracas, ciudad de Buenos Aires, Argentina. Nace en la calle Brandsen 2100 y termina en Avenida Suárez 2001 y corre entre las vías del Ferrocarril General Roca y la calle Aarón Salmón Feijoó.
Antiguamente fue conocida como Pasaje Silva sin que existan referencias concretas sobre el origen del nombre, pudiendo tratarse del apellido de algún antiguo vecino. Su actual nombre se decretó en la Ordenanza del 28 de octubre de 1904, y recuerda al volcán homónimo, apagado, de la provincia de Neuquén.
Corta y sinuosa, presenta la particularidad de ser una muestra permanente de arte urbano gracias a una idea y realización del artista plástico Marino Santa María. El proyecto, que fue inaugurado el 19 de abril de 2001, abarca la calle Lanín desde Brandsen hasta la avenida Suárez, y consistió en pintar de colores 35 frentes de viviendas con formas verticales, horizontales y onduladas, teniendo en cuenta los estilos y colores de los edificios.

## La muestra de arte
Fue el artista plástico Marino Santa María, quien vive y tiene su taller en Lanín 33, quien tuvo la idea de pintar, luego de ser restauradas y con la colaboración de otros colegas, cerca de 40 frentes de casas de esta calle.
El proyecto logró concretarse gracias a un convenio entre el artista, la Fundación del Banco Ciudad de Buenos Aires, la Secretaría de Cultura de la ciudad, la empresa de pinturas Alba S.A., Organización de Estados Iberoamericanos para la Educación, la Ciencia y la Cultura, la Unesco, y la Corporación Buenos Aires Sur.

El objetivo no es convertir esto en un museo al aire libre ni hacer peatonal la calle al estilo de Caminito. Lo mejor sería que no pierda el ritmo que tiene hoy para que el arte conviva realmente con la vida cotidiana. El arte público no tiene que tener funcionalidad, es simplemente para que esté al alcance de la gente que no va a los museos.
Marino Santa María. 19 de abril de 2001

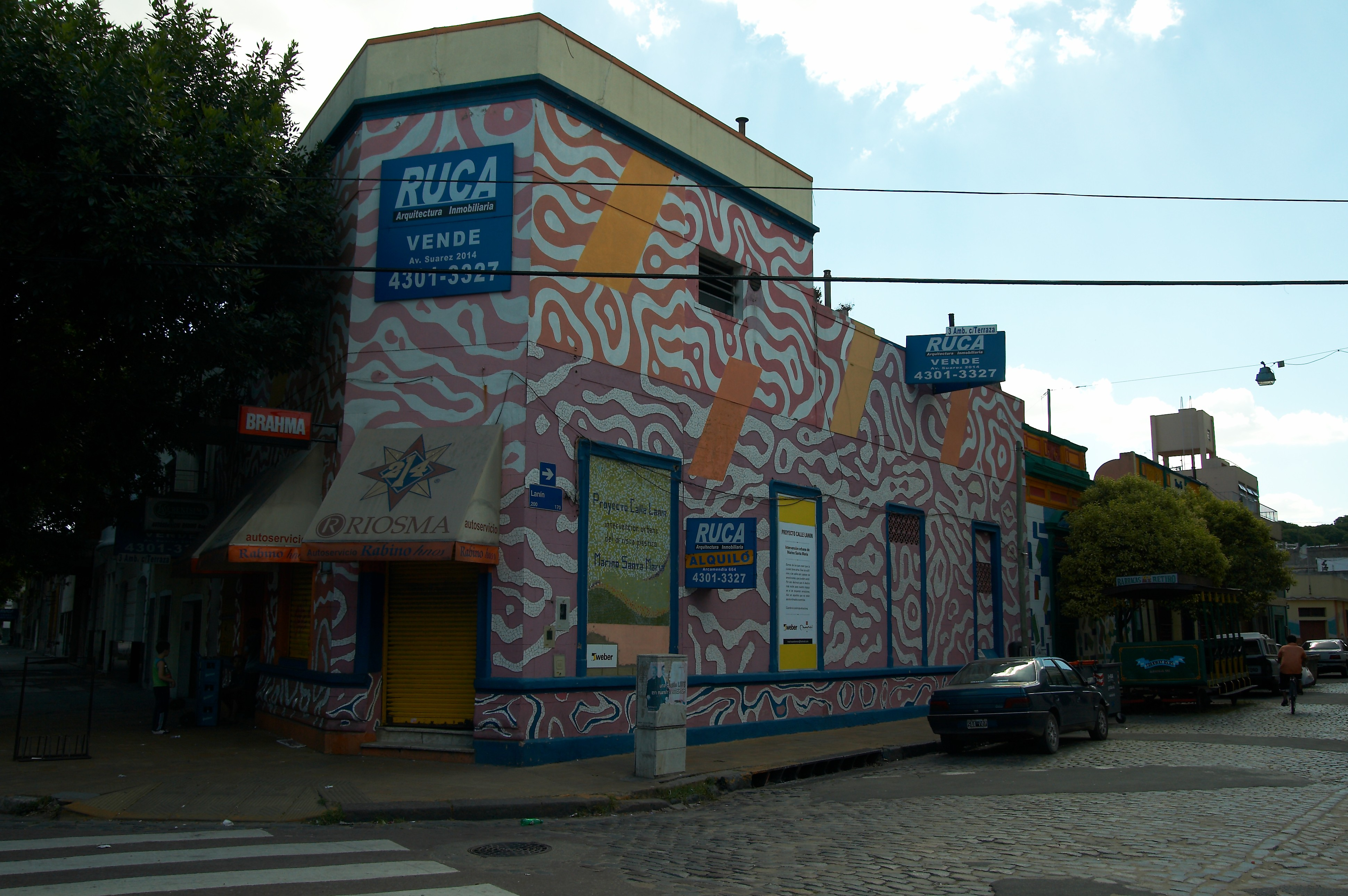
Intersección final con Suárez y Feijoo.

Los frentes fueron pintados con predominio de colores primarios, y buscando ser coherentes con el estilo arquitectónico de cada casa. 
Los vecinos de Lanín apoyaron la iniciativa y algunos hasta pintaron las fachadas de sus hogares, cambiaron las veredas y aumentaron la iluminación para estar a tono y mejorar aún más el aspecto de la calle:

Cuando Marino Santa María pintó con una de sus obras la fachada de su taller, Lanín nº 33, causó revuelo en el barrio. El vecino de al lado primero, y otros después, fueron pidiéndole que también transformase las paredes de sus casas en telas pintadas.
Diario "La Nación", 11 de julio de 2000

## Galería de imágenes

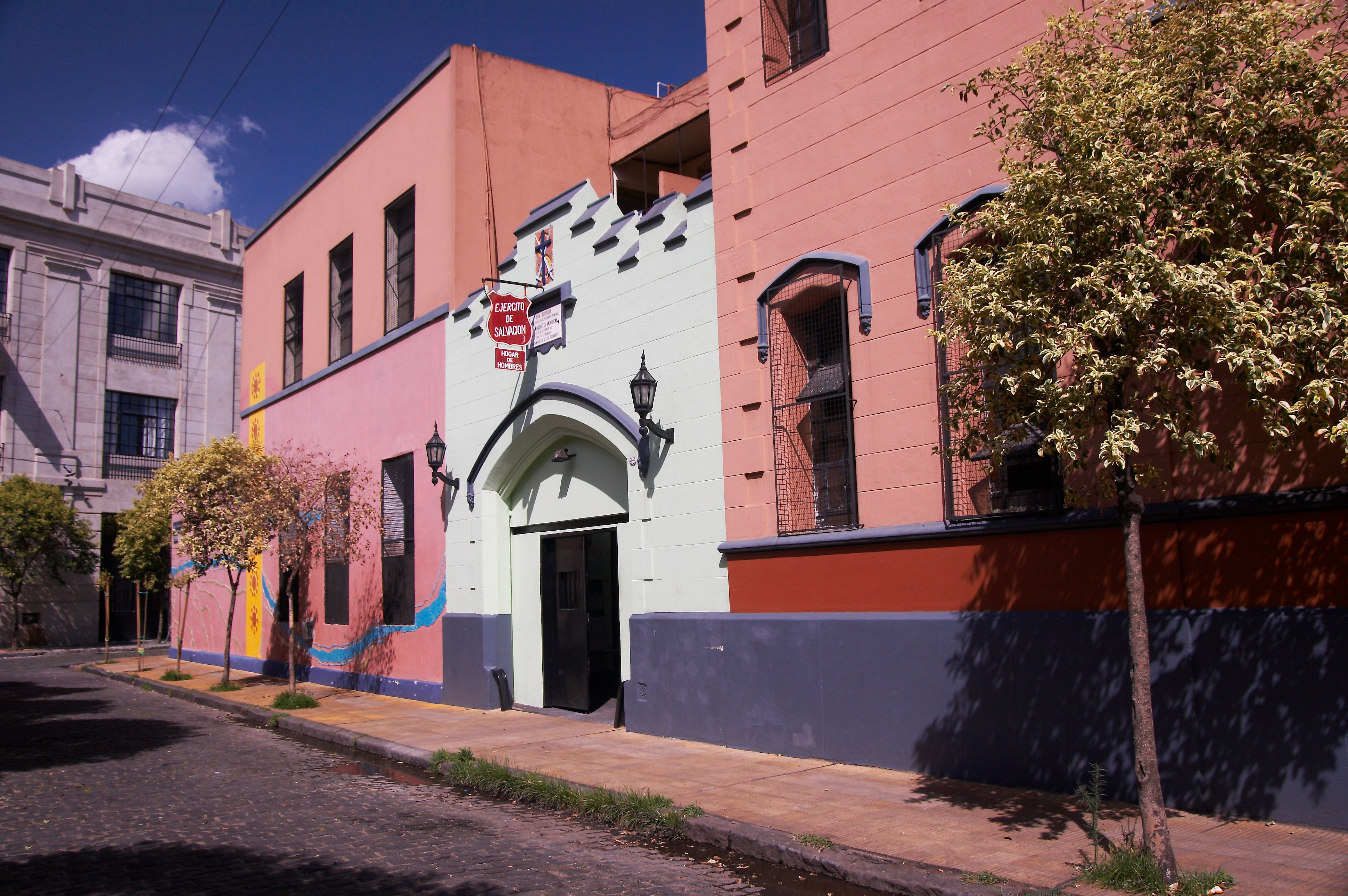
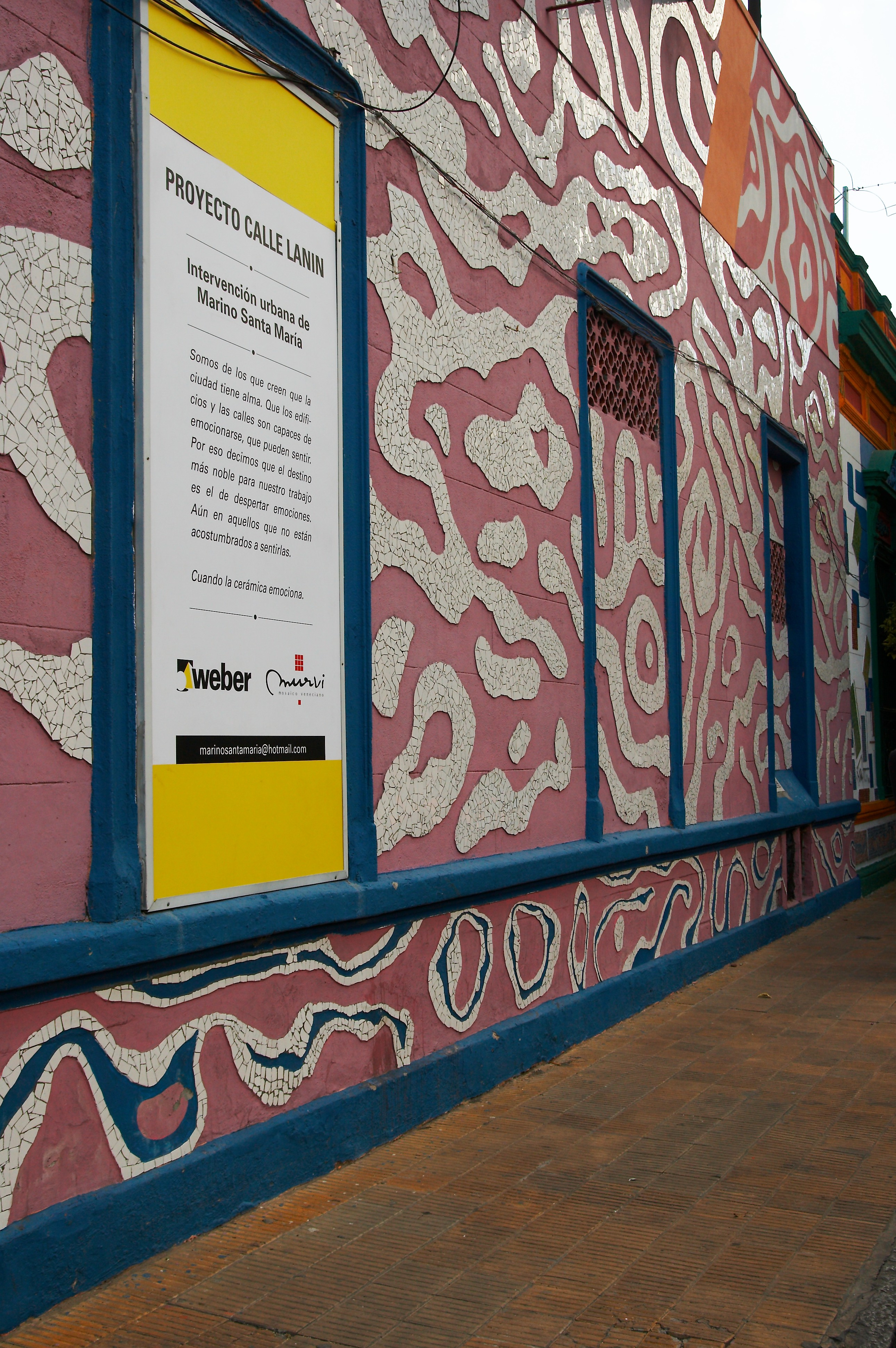
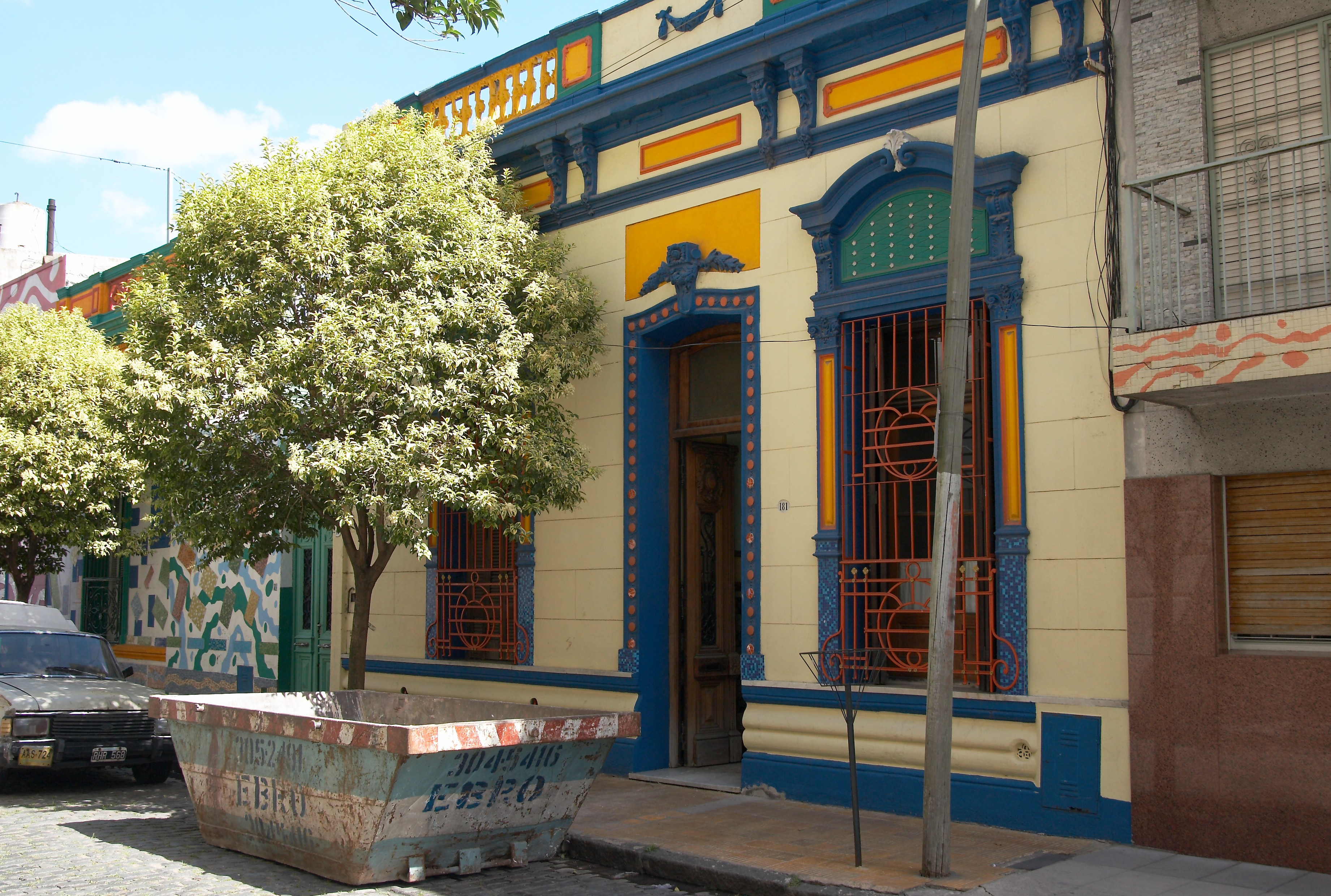
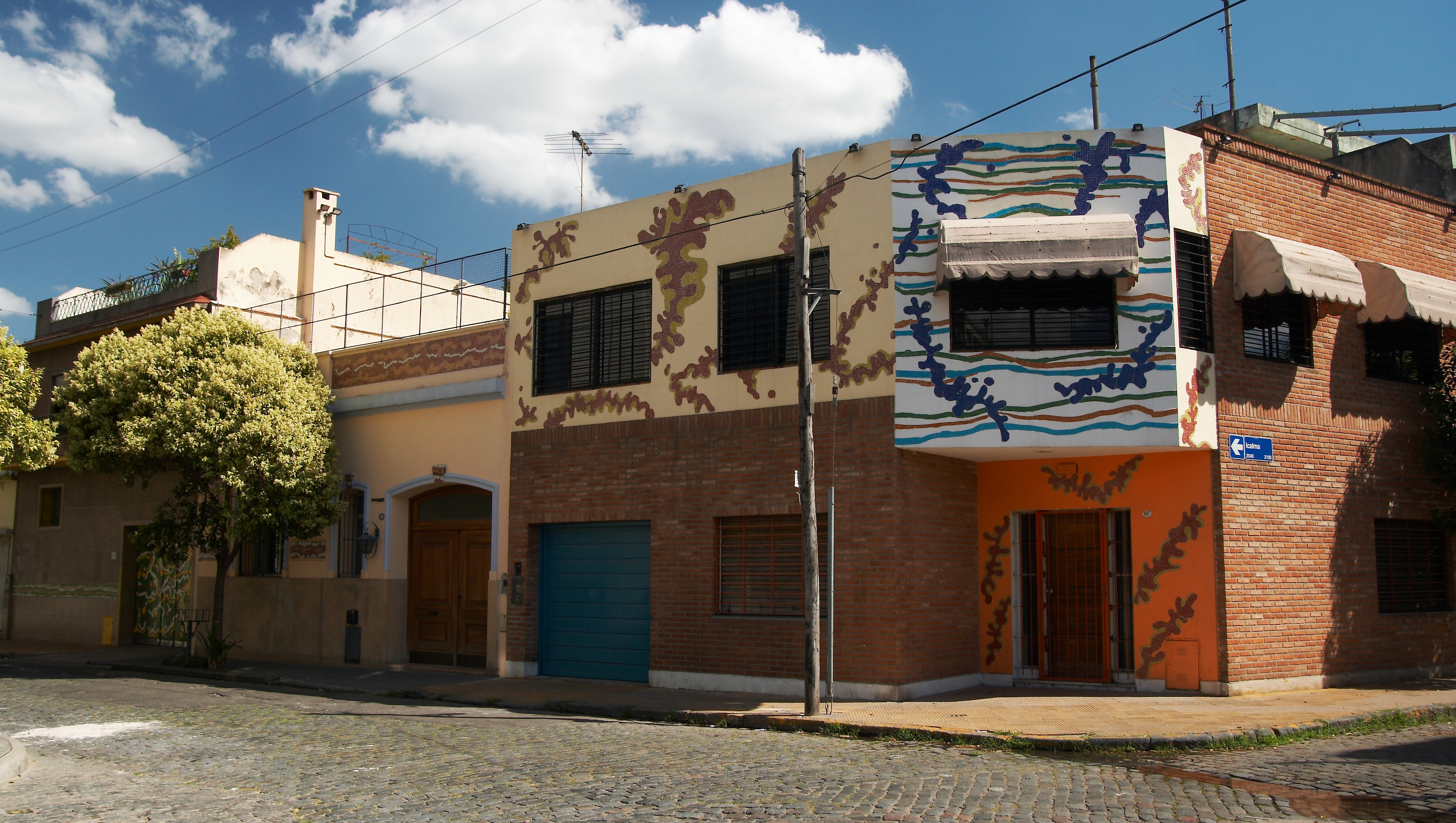
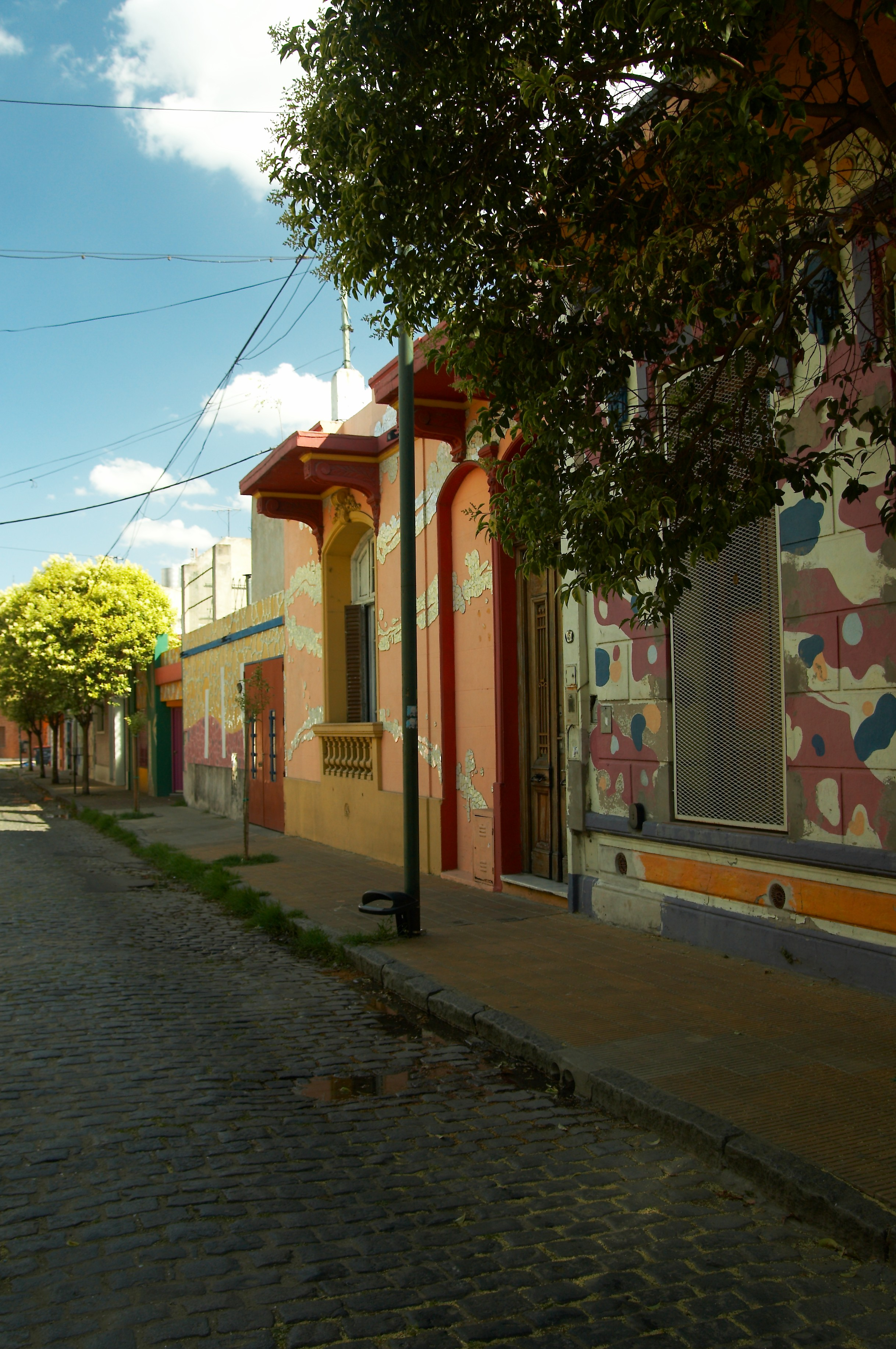